# Курист Людвиг Іванович
Людвиг Іванович Курист (нар. 17 липня 1905 — 3 жовтня 1995) — радянський офіцер-танкіст, Герой Радянського Союзу (1945), у роки німецько-радянської війни командир 52-ї гвардійської Фастівської двічі Червонопрапорної орденів Леніна, Суворова і Богдана Хмельницького танкової бригади 6-го гвардійського танкового корпусу 3-ї гвардійської танкової армії, гвардії полковник.

## Біографія
Народився 17 липня 1905 року в місті Санкт-Петербурзі, на Виборзькій стороні, в робітничій сім'ї. Естонець. Член ВКП (б) / КПРС з 1922 року. Навесні 1918 року родина Куристів, через голод і безробіття, виїхала за Урал — до Курганської області, і поселилася в селі Мишкино. Там 13-річний Людвіг став працювати підручним столяра, допомагаючи батькові.
Після відступу Білої армії та чеських військ з Зауралля Людвіг Курист одним з перших вступив в Мишкинську комсомольську організацію, створену політвідділом 5-ї армії  В. К. Блюхера. У 1920 році бере участь у заготівлях хліба в загоні продармійців, а в 1921 році його обирають відповідальним секретарем Мишкинської районної комсомольської організації.
У 1922 Л. І. Курист постапає в Борисоглібсько-Петроградську кавалерійську школу, після закінчення якої 3 роки служить командиром взводу в кавалерійському корпусі Червоного козацтва. Після чого закінчує Ленінградські бронетанкові курси.
Учасник радянсько-фінської війни 1939–1940 років на посаді командира танкової роти на Карельському перешийку.
У роки німецько-радянської війни брав участь в обороні Ленінграда в 1941 році. У 1942–1943 роках на посаді командира 30-ї танкової бригади 12-го танкового корпусу 3-ї танкової армії воював на Воронезькому фронті. У ході Острогозько-Розсошанської операції бригада підполковника Л. І. Куріста 16 січня 1943 року, в числі інших з'єднань, звільнила місто Росош Воронезької області, за що наказом Верховного Головнокомандувача від 25 січня 1943 року їй було оголошено подяку.
З 30 вересня 1944 року до кінця війни Л. І. Курист командував 52-ю гвардійською танковою бригадою 6-го гвардійського танкового корпусу 3-ї гвардійської танкової армії, яка пройшла Україну, Польщу, Чехословаччину, Німеччину, беручи участь у Сандомирсько-Сілезькій, Берлінської і Празькій операціях 1-го Українського фронту, захопили міста: Піотркув (Пйотркув-Трибунальський), Карльсмаркт (Карловиці), Цоссен, Тельтов, Берлін і Прагу. Багаторазово 52-й гвардійській танковій бригаді оголошувалися подяки в наказах Верховного Головнокомандувача, а Москва салютувала танкістам артилерійськими залпами. За штурм Берліна танкова бригада Л. І. Куриста нагороджена орденом Червоного Прапора.
Указом Президії Верховної Ради СРСР від 31 травня 1945 року командиру 52-ї танкової бригади полковнику Людвигу Івановичу Куристу присвоєно звання Героя Радянського Союзу з врученням ордена Леніна і медалі «Золота Зірка» (№ 7847).
Учасник Параду Перемоги 24 червня 1945 в Москві на Червоній площі.

Могила Л. І. Куриста

З 1948 року в запасі. Жив спочатку у Ленінграді, а з 1971 року у Києві. Помер 3 жовтня 1995 року. Похований у Києві на Міському кладовищі «Берківці».

## Інші нагороди
Нагороджений орденом Леніна, трьома орденами Червоного Прапора, орденом Вітчизняної війни 1-го ступеня, багатьма медалями, нагородами іноземних держав.